# Neobisium jugorum
Espèce
Synonymes
- Obisium jugorum L. Koch, 1873
- Obisium jugorum longipalpis Schenkel, 1928

Neobisium jugorum est une espèce de pseudoscorpions de la famille des Neobisiidae.

## Distribution
Cette espèce se rencontre en France, en Suisse, en Italie, en Autriche, en Slovénie, en Bosnie-Herzégovine et en Slovaquie.

## Systématique et taxinomie
Cette espèce a été décrite sous le protonyme Obisium jugorum par L. Koch en 1873. Elle est placée dans le genre Neobisium par Beier en 1932.
Obisium jugorum longipalpis est placée en synonymie par Beier en 1963.

## Publication originale
- L. Koch, 1873 : Uebersichtliche Dartstellung der Europäischen Chernetiden (Pseudoscorpione). Bauer und Raspe, Nürnberg, p. 1-68 (texte intégral).